# Amonijak
Amonijak (tudi azan ali amoniak) je brezbarven plin neprijetnega vonja. Zlahka se zgosti v brezbarvno tekočino, ki močno lomi svetlobo. Svoje ime je dobil po oazi Amonij (danes Oaza Siva) v severni Afriki, saj so ga pridobivali najprej iz živalskih (kameljih) iztrebkov.

## Zgodovina amonijaka
Soli amonijaka so bile znane zelo zgodaj. Izraz »hammoniacus sal« se pojavi že v Plinijevih spisih. Ni pa pojasnjeno, ali je ta izraz enak novejšemu izrazu »sal-ammoniak«. V obliki »sal-amonijak« je bil amonijak znan alkimistom že v 13. stoletju; omenja ga na primer Albertus Magnus. V srednjem veku se je v obliki fermentiranega seča uporabljal kot barvilo, da bi spremenil barvo rastlinskih barvil. V 15. stoletju je Basilius Valentinus pokazal, da ga je mogoče pridobiti z delovanjem alkalij na sal-amonijak. Pozneje, ko sal-amonijak pridobivajo z destilacijo parkljev in volovskih rogov in nevtralizacijo karbonata s klorovodikovo kislino, dobi ime »duh jelenovega roga«. V plinasti obliki je amonijak prvi osamil Joseph Priestley leta 1774 in ga poimenoval "alkalni zrak". Haber-Boschev postopek za proizvodnjo amonijaka sta razvila Fritz Haber in Carl Bosch leta 1909, patentiran pa je bil leta 1910. V prvi svetovni vojni so ga Nemci uporabljali za pridobivanje eksploziva.

## Fizikalno-kemijske lastnosti
Amonijak je binarna spojina. Sestavljen je iz dušika (N2) in vodika (H2).Pri normalnih pogojih je amonijak plin. Atom dušika v molekuli ima prosti elektronski par, zato ima molekula bazičen značaj. Utekočini se pri -33 °C. Kot kapljevina je zelo podoben vodi. Reakcije, ki potekajo v tekočem amonijaku, so zelo podobne reakcijam v vodi. Molekule amonijaka v kapljevini so izrazito polarne, kar pomeni, da dobro topijo soli. Za tekoči amonijak je značilna tudi avtoproliza:
NH3 + NH3 → NH+4 + NH-2
 Iz amonijaka se pri izparevanju sprošča veliko toplote, zato je uporaben v hladilni tehniki. Dobro topen je v vodi, v kateri tvori šibko bazo amonijev hidroksid.

## Pridobivanje
Amonijak so najprej pridobivali iz živalskih iztrebkov. Kemijsko so ga najprej pridobivali kot stranski produkt v proizvodnji koksa iz črnega premoga. Pozneje pa so ga pridobivali iz kalcijevega cianoamida (CaCN2) v reakciji z vodo (H2O). Danes pridobivamo amonijak po Haber-Boschevem procesu neposredno iz dušika (N) in vodika (H). Bistvo tega postopka je spajanje dušika in vodika na katalizatorju. Vlogo katalizatorja ima železo, stabilizirano z aluminijevim in kalijevim oksidom. Sinteza teče po naslednji enačbi
3H2 + N2 ↔ 2NH3
pri 500 °C in tlaku 200x105 Pa.
Sicer je to eksotemna ravnotežna reakcija, za katere velja, da so uspešnejše pri nizkih temperaturah in visokem tlaku. Amonijak kljub temu sintetizirajo pri visokih temperatuah, saj traja predolgo, da bi se vzpostavilo ravnotežje pri nižjih temperaturah. 

## Uporaba
Amonijak se v glavnem uporablja v proizvodnji umetnih gnojil, barv, eksplozivov, dušikove kisline in polimerov. Je tudi sestavina nekaterih gospodinjskih čistil.

## Drugo
Amonijak je v majhnih količinah prisoten tudi v ozračju, nastane pa s trohnenjem rastlinskih in živalskih ostankov. V majhnih količinah je prisoten tudi v deževnici, amonijev klorid in amonijev sulfat pa na vulkanskih območjih. Kristali amonijevega bikarbonata so prisotni v guanu. Amonijeve soli so porazdeljene prisotne v rodni prsti in morski vodi.

## Poimenovanje
V skladu z zadnjo IUPAC nomenklaturo se ta spojina sistematično imenuje azan. Po isti nomenklaturi je dovoljena tudi uporaba nesistematičnega imena amonijak, ker ima dolgo tradicijo in je zelo uveljavljeno v kemijskih strokovnih krogih.
Slovenski pravopis dovoljuje izključno rabo imena amonijak, vendar je to ime kemijsko nepravilno.